# Lepraria jackii
Lepraria jackii är en lavart som beskrevs av Tønsberg. Lepraria jackii ingår i släktet Lepraria och familjen Stereocaulaceae.  Arten är reproducerande i Sverige. Inga underarter finns listade i Catalogue of Life.